# Baszta Iglarzy w Krakowie
Baszta Iglarzy – niezachowana baszta w Krakowie, położona niegdyś w ciągu murów miejskich, położona nieopodal dzisiejszej ulicy Franciszkańskiej.

## Historia

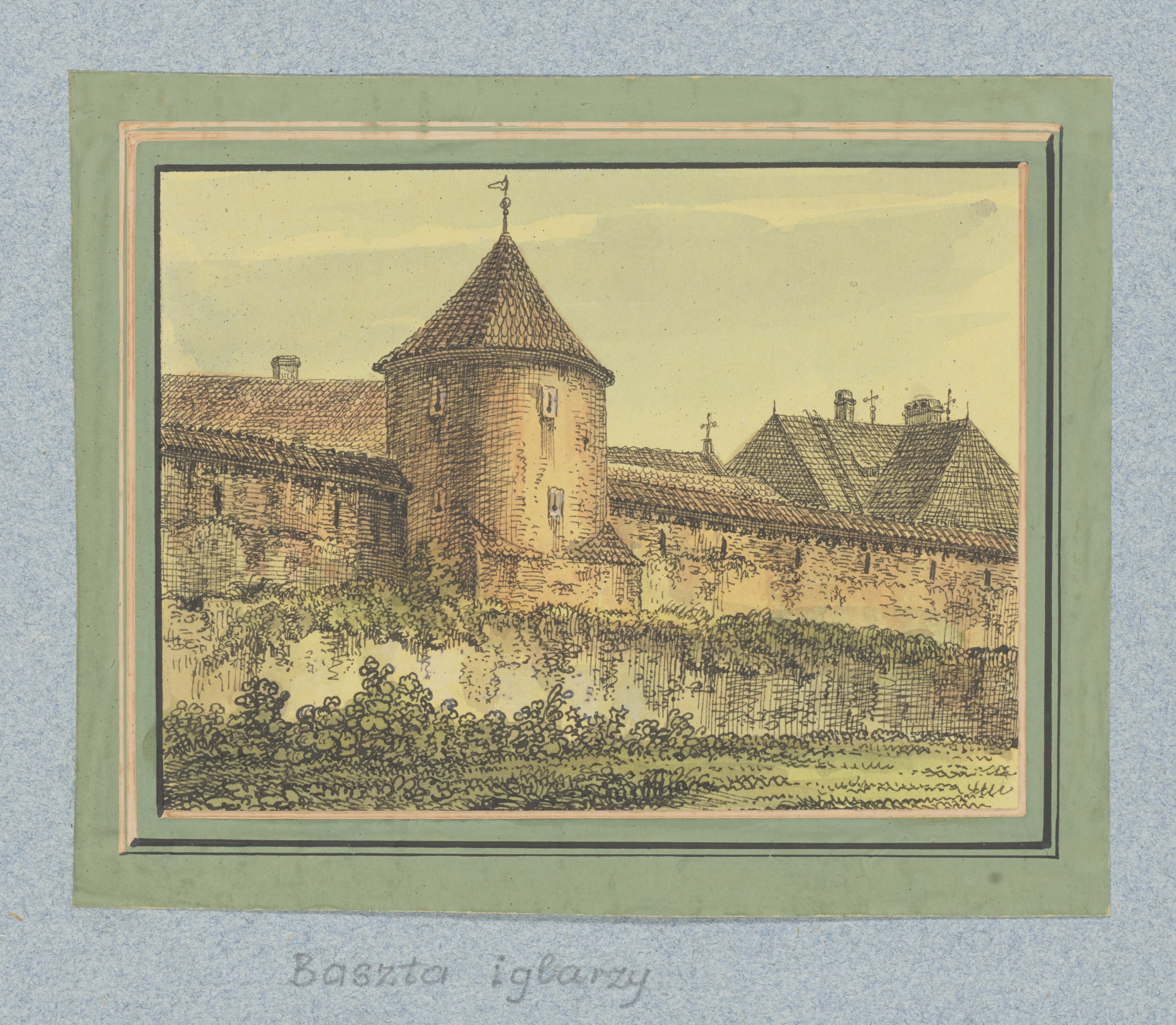
Baszta Iglarzy, 1834-1839

Zbudowana została w XIV wieku, na podstawie kwadratowej z półokrągłym ceglanym bębnem, nieopodal dzisiejszej ulicy Franciszkańskiej. Miała dwie kondygnacje z otworami strzeleckimi przeznaczonymi na działa. Basztę wyburzono w XIX wieku.
Za basztę odpowiedzialny był cech Iglarzy, zajmujący się wyrobem igieł, szpilek, haftek, haków i kolców.